# Hästvedastenen
Hästvedastenen, med signum DR 350 M, är en runristad gavelhäll till en romansk gravkista i Hästveda kyrka. Hällen är fastsatt i vapenhusets norra vägg, och är 0,68 m hög, 0,58 m bred och 0,1 m tjock. Gavelhällen är av gråsten. Runhöjden är 6-8 cm. 
Inskriften lyder:
in manus tuas domine komændo spiritum ¶ tuum : asa :
Transkribering till latin:
In manus tuas, Domine, commendo spiritum tuum, Ása.
Översättning till modern svenska:
I dina händer Herre befaller jag Din ande, Åsa